# 加斯佩西-马德莱娜群岛区

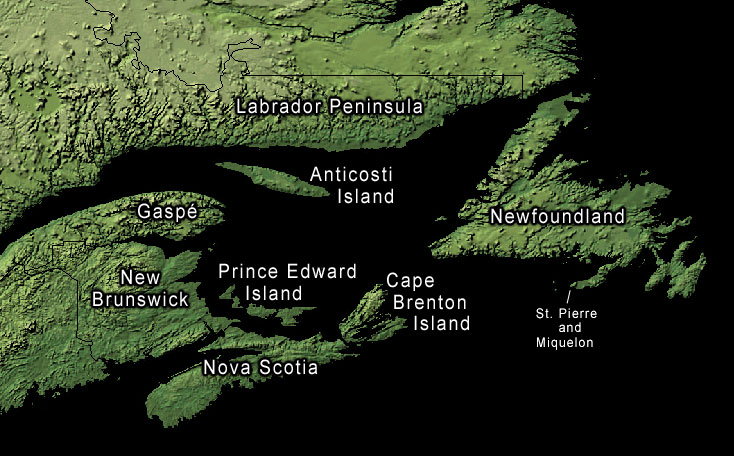
聖劳伦斯灣

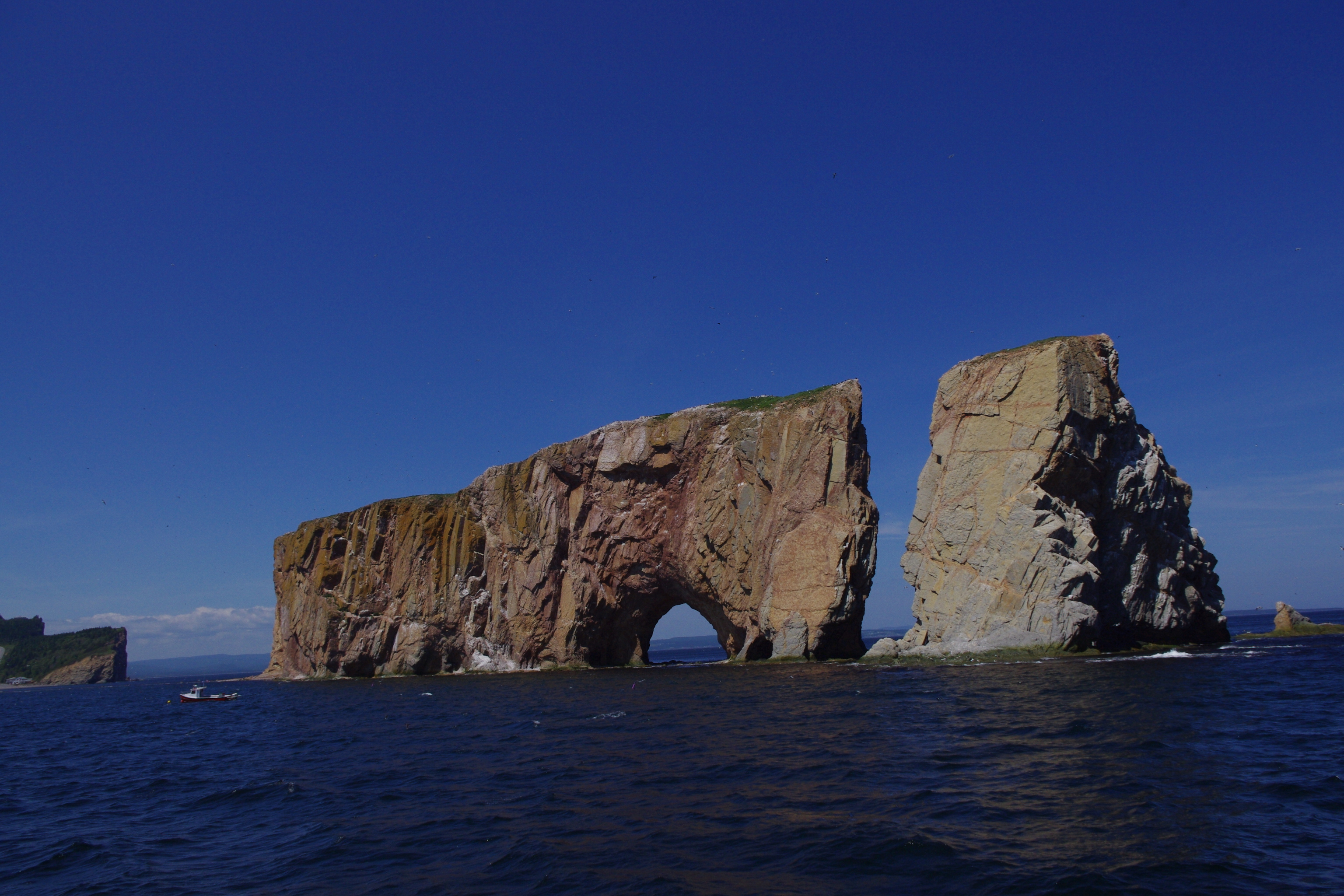
穿孔石“罗谢佩尔斯” Rocher perce

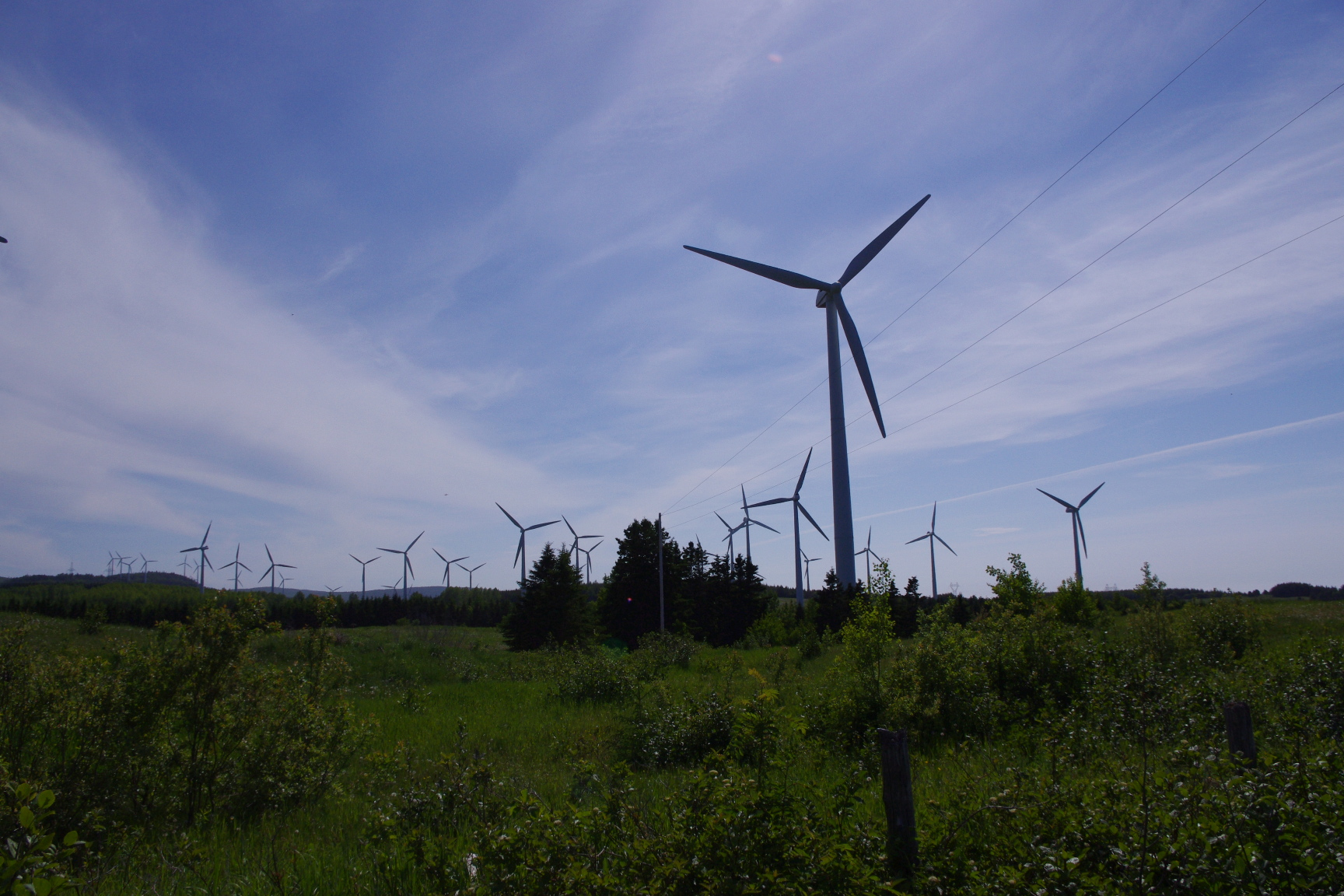
Cap-Chat的风车山庄

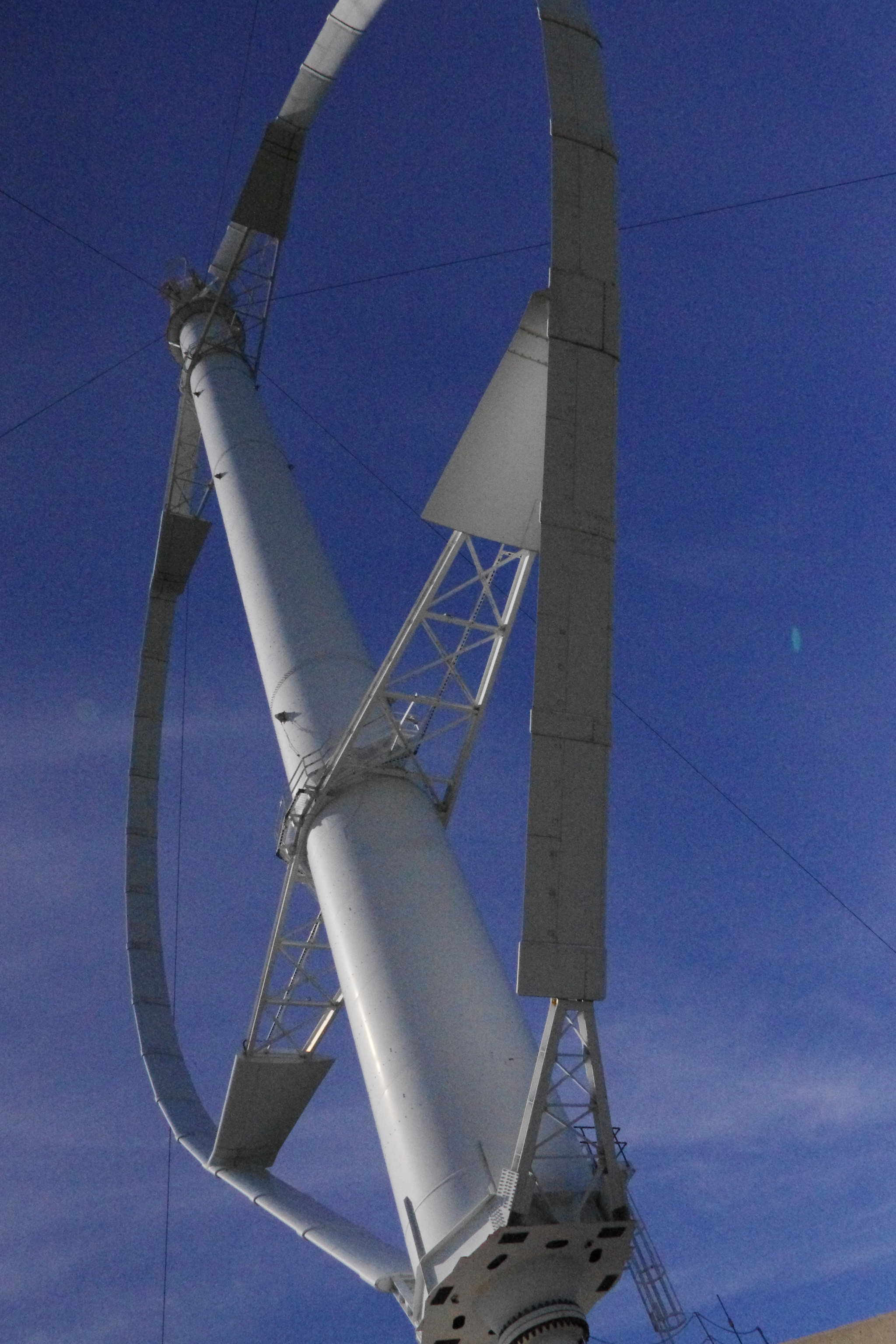
世界上最大的垂直轴风车

加斯佩西-马德莱娜群岛区（法語：Gaspésie–Îles-de-la-Madelaine，法語發音：[ɡaspezi il də la madlɛn]）是加拿大魁北克省的一个行政区，位于魁北克省东部，圣劳伦斯湾南岸的最东端，包括加斯佩西半岛（Gaspésie）和马德莱娜群岛（Îles de la Madeleine）两个组成部分。
经济主要是农业（盛产苹果，橄榄，葡萄等），渔业，林业以及旅游（著名的穿孔石“罗谢佩尔斯” Rocher perce和鸟岛）。该地区80%覆盖着针叶林，也是魁北克省森林覆盖率最高的地区。面积20272平方公里，人口96924人（2001年），下辖5个县，2个独立市，2个印第安保留地，总计53个城镇。
加斯佩西-马德莱娜群岛区于1987年12月22日成立。它汇集了两个地理单位：加斯佩西半岛（20,102.69 km2）和马德莱娜群岛（205.4 km2）。人口是94,336（2006年人口普查）。该地区预计将进入魁北克东端的圣劳伦斯湾。该地区的内部，其中80％被针叶林覆盖，是该省最崎岖的地形之一。富饶的土壤覆盖着沿海地区以及该地区的河谷。在该地区也发现了重要的矿藏。
加斯佩西-马德莱娜群岛区有42个地方自治市，以及七个无组织的领土，两个保护区和一个Mi'kmaq社区。除少数村庄外，整个人口分布在沿海地区，居民不到5,000人。它最大的社区是加斯佩市（2006年人口14,819），位于半岛顶端。
该地区遭受了许多压力，影响了其经济的发展。人口和主要资源的减少，次要经济活动的多样性薄弱以及其许多工作的季节性都可以解释就业市场的脆弱性。旅游业在该地区的经济中起着至关重要的作用。

## 历史

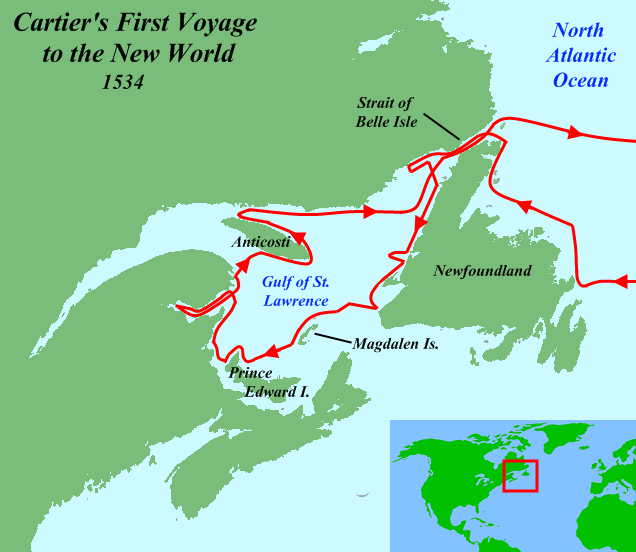
雅克·卡蒂埃的第一次航行

### 欧洲人的到来

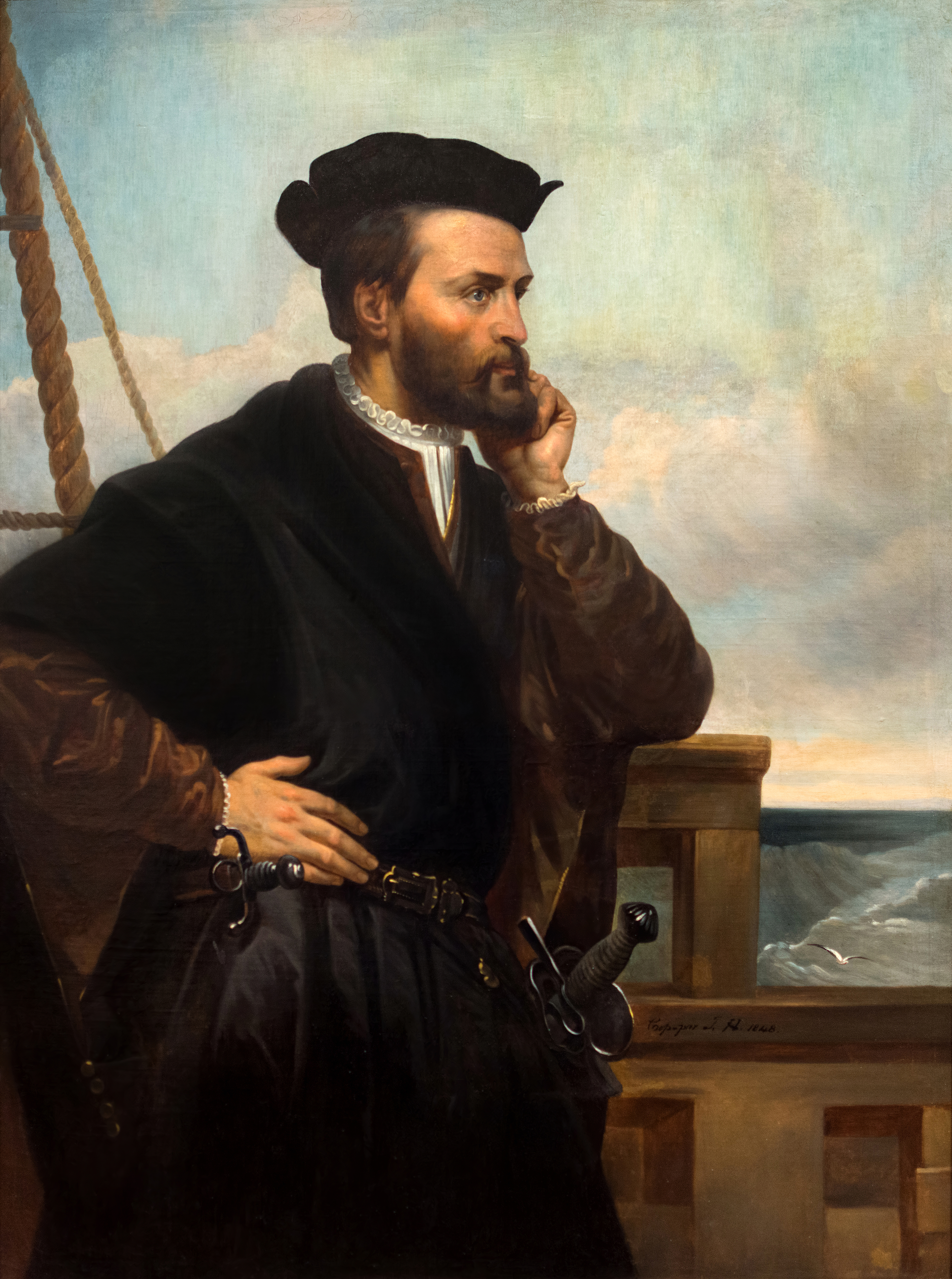
雅克·卡蒂亚

最早来魁北克加斯佩西-马德莱娜群岛的欧洲探险家是雅克·卡蒂亚，他于1534年到达加斯佩半岛，1535年航入圣劳伦斯河。他进入圣劳伦斯河河口，沿着圣劳伦斯河道深入内陆，远行至现今的魁北克市。他登陆时，问当地的印第安人这是什么地方，他们回答说是「Canada」。意为村庄或居住地，加拿大的名字由此而来。

### 割让给英国
1763年，英国同法王路易十五签署巴黎条约，法国放弃新法兰西以换取继续拥有西印度群岛的瓜德羅普。英国人将加拿大（当时新法兰西的一部分）改名为魁北克省。
1774年英国议会通过《魁北克法案》，该法案确保了魁北克地区的法语和法国文化不受威胁。这个法案还允许魁北克保留法国的民事法和整个法律体系，同时也保障了宗教自由。罗马天主教得以保留。

## 辖区
区域市政体
- Avignon Regional County Municipality（英语：Avignon Regional County Municipality）
- Bonaventure Regional County Municipality（英语：Bonaventure Regional County Municipality）
- Le Rocher-Percé Regional County Municipality（英语：Le Rocher-Percé Regional County Municipality）
- La Côte-de-Gaspé Regional County Municipality（英语：La Côte-de-Gaspé Regional County Municipality）
- La Haute-Gaspésie Regional County Municipality（英语：La Haute-Gaspésie Regional County Municipality）

独立市政体
- Grosse-Île（英语：Grosse-Île, Quebec）
- Les Îles-de-la-Madeleine（英语：Les Îles-de-la-Madeleine, Quebec）

印第安保留区
- Gesgapegiag（英语：Gesgapegiag, Quebec）
- Listuguj（英语：Listuguj Mi'gmaq First Nation）

## 主要社区
- Bonaventure（英语：Bonaventure, Quebec）
- Cap-Chat（英语：Cap-Chat, Quebec）
- Carleton-sur-Mer（英语：Carleton-sur-Mer, Quebec）
- Chandler（英语：Chandler, Quebec）
- 加斯佩
- Grande-Rivière（英语：Grande-Rivière, Quebec）
- Les Îles-de-la-Madeleine（英语：Les Îles-de-la-Madeleine, Quebec）
- New Richmond（英语：New Richmond, Quebec）
- Paspébiac（英语：Paspébiac, Quebec）
- Percé（英语：Percé, Quebec）
- Sainte-Anne-des-Monts（英语：Sainte-Anne-des-Monts, Quebec）